# Penguily
Penguily é uma comuna francesa na região administrativa da Bretanha, no departamento Côtes-d'Armor. Estende-se por uma área de 10,37 km². Em 2010 a comuna tinha 627 habitantes (densidade: 60,5 hab./km²).